# No Time No Space/Il re del mondo
No Time No Space/Il re del mondo è un singolo del cantautore italiano Franco Battiato, pubblicato in Italia nel 1985 dalla EMI come estratto dall'album Mondi lontanissimi.

## Video musicale
Il videoclip d'accompagnamento di No Time No Space è stato diretto da Francesco Messina e Franco Battiato. È girato in un solo piano sequenza.

## Tracce
Musiche di Franco Battiato e Giusto Pio.
1. No Time No Space – 3:25 (testo: Franco Battiato e Saro Cosentino musica: Franco Battiato e Giusto Pio)
2. Il re del mondo – 3:27 (testo: Franco Battiato musica: Franco Battiato e Giusto Pio)

Durata totale: 6:52